# Pozo Lláscares
El pozo Lláscares, también conocido como San Enrique o Candín II, es una explotación minera subterránea de carbón clausurada en 2013 y ubicada a las afueras de La Felguera, en el municipio asturiano de Langreo (España). Pertenece a la empresa Hunosa englobado en las llamadas minas del Grupo Candín, junto con Santa Eulalia y Fondón. Ya cerrado, permanecen en pie casi todas las instalaciones originales del pozo.

## Historia

### Minas de Lláscaras
Situado junto al río Candín, afluente del Nalón, el Pozo Lláscares está ubicado en la zona de los valles del Candín y Pajomal, de donde existen los primeros datos y estudios realizados por Gaspar Melchor de Jovellanos y otros investigadores acerca del carbón de hulla en el siglo XVIII. En ese momento existían pequeñas explotaciones rudimentarias para consumo doméstico que más tarde se empleó en la Real Fábrica de Artillería de La Cavada y en Ferrol. En esta zona se explotó por tanto el carbón por más de 200 años.

### Pozo vertical
Antes de la profundización del actual pozo en 1930, ya existían en ese mismo rincón cotos mineros con pequeñas explotaciones de carbón conocidas como Grupo Lláscares y Minas de Respinedo, incluso se conservan restos de una chimenea de ventilación de 1920 y unos cuarteles obreros del siglo XIX. Fue profundizado por la empresa Minas de Langreo y Siero aunque la idea de profundización partió de la empresa de Fábrica de Mieres unos años antes. El emplazamiento es un lugar estratégico, situándose junto a las vías del Ferrocarril de Langreo (actual Feve), la Carretera Carbonera, junto al río Candín aprovechado para el lavado de carbón y junto a la antigua fábrica Siderúrgica de La Felguera. En 1969 pasa a incorporarse a la empresa estatal Hunosa. En sus últimos años su caña sirvió para la entrada de mineros mientras que la extracción se llevaba a cabo por el Pozo Santa Eulalia (Candín I). En 2012 se lleva a cabo un encierro en protesta por el fin de la extracción de carbón en Asturias. Finalmente se produce su cierre a comienzos de 2013, dentro del proceso de clausura de las minas de carbón asturianas anunciado por la Unión Europea hasta 2018.
El mayor accidente en la historia del pozo ocurrió en 1944 con una explosión de grisú en la que fallecieron tres mineros
Ha sido escenario de varios rodajes, como el corto A golpe de tacón (2007) y la serie La zona (2017).

## Descripción

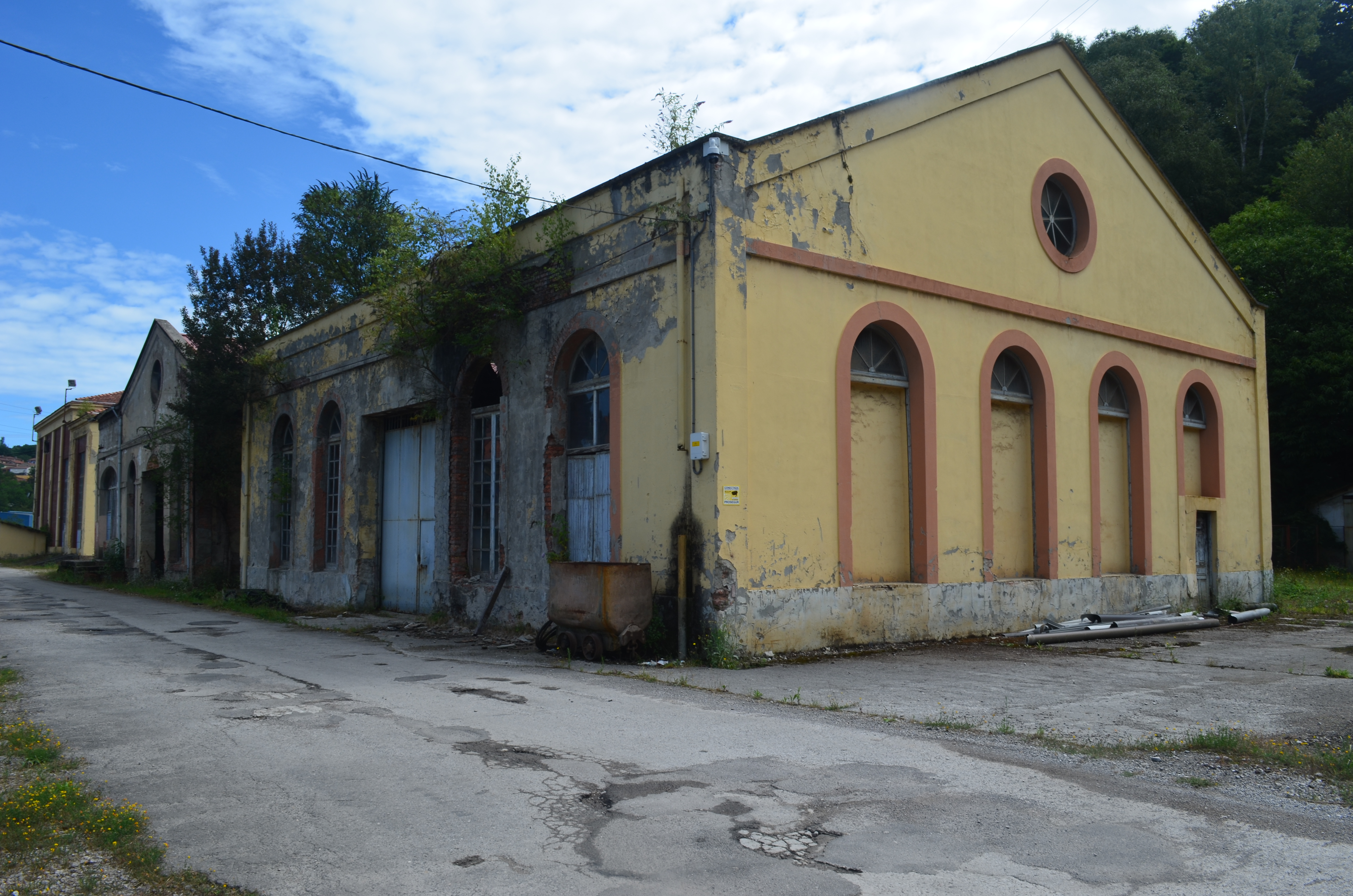
Antigua casa de aseo

El Pozo Lláscares tiene una profundidad superior a los 600 metros sobre la superficie (400 sobre el nivel del mar). Su profundización comenzó en la década de 1930 por la empresa Minas de Langreo y Siero. De principios de ésta es el edificio de la sala de ventilador. Los edificios que componen el resto del recinto son el castillete de 1933 y ampliado en 1963, el antiguo almacén y sala de compresores (años 30), la casa de aseo (años30), el lavadero (1934), las oficinas (1942) y la sala de máquinas con el pabellón de mebarque (1960) además de una antigua chimenea de 1920 de la que sólo quedan los primeros metros de arranque. El resto de edificaciones no están catalogadas por el Ayuntamiento de Langreo al no presentar el mismo valor funcional o artístico que las anteriores aunque forman parte del complejo minero. Algunas de ellas serían la nueva casa de aseo (1958). El pozo está compuesto por un total de 19 edificios.
Los edificios que conforman el pozo se dividen arquitectónicamente en dos grandes grupos: los anteriores a la guerra civil y los posteriores. Los anteriores, de los años 30, son edificios con influencia neoclásica, caracterizados por los vanos de medio punto y frontones con óculos de iluminación. Se trataba de decorar edificios funcionales, pensados como amplios almacenes y espacios diáfanos sin renunciar a cierta belleza estética. El segundo grupo, de los años 50 y 60, se corresponden a ampliaciones, siendo edificios de estilo más racionalista característico de la autarquía, con líneas rectas y decoración con plaqueta de ladrillo visto, usando siempre grandes ventanales para la entrada de luz. Entre este espacio temporal se encuentra el edificio de oficinas de 1942 diseñado por los Hermanos Somolinos, con un diseño diferente al del resto del pozo. 
Existe una evidente similitud con los edificios del Pozo Pumarabule (Siero), de la misma empresa.
El pozo forma parte del complejo "arqueológico industrial" vinculado al cercado Museo de la Siderurgia de Asturias.

## Galería

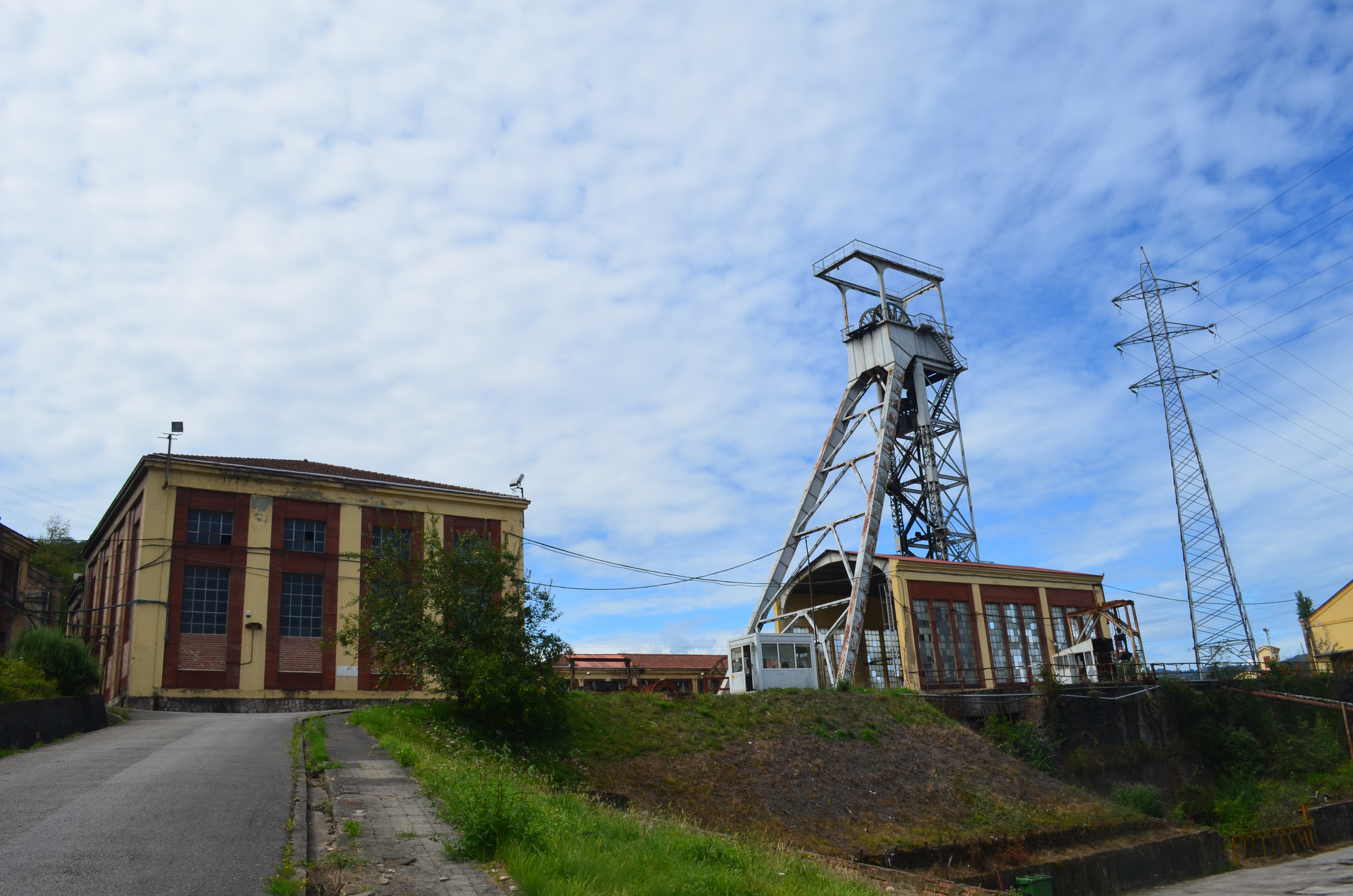
Casa de máquinas, pabellón de embarque y castillete
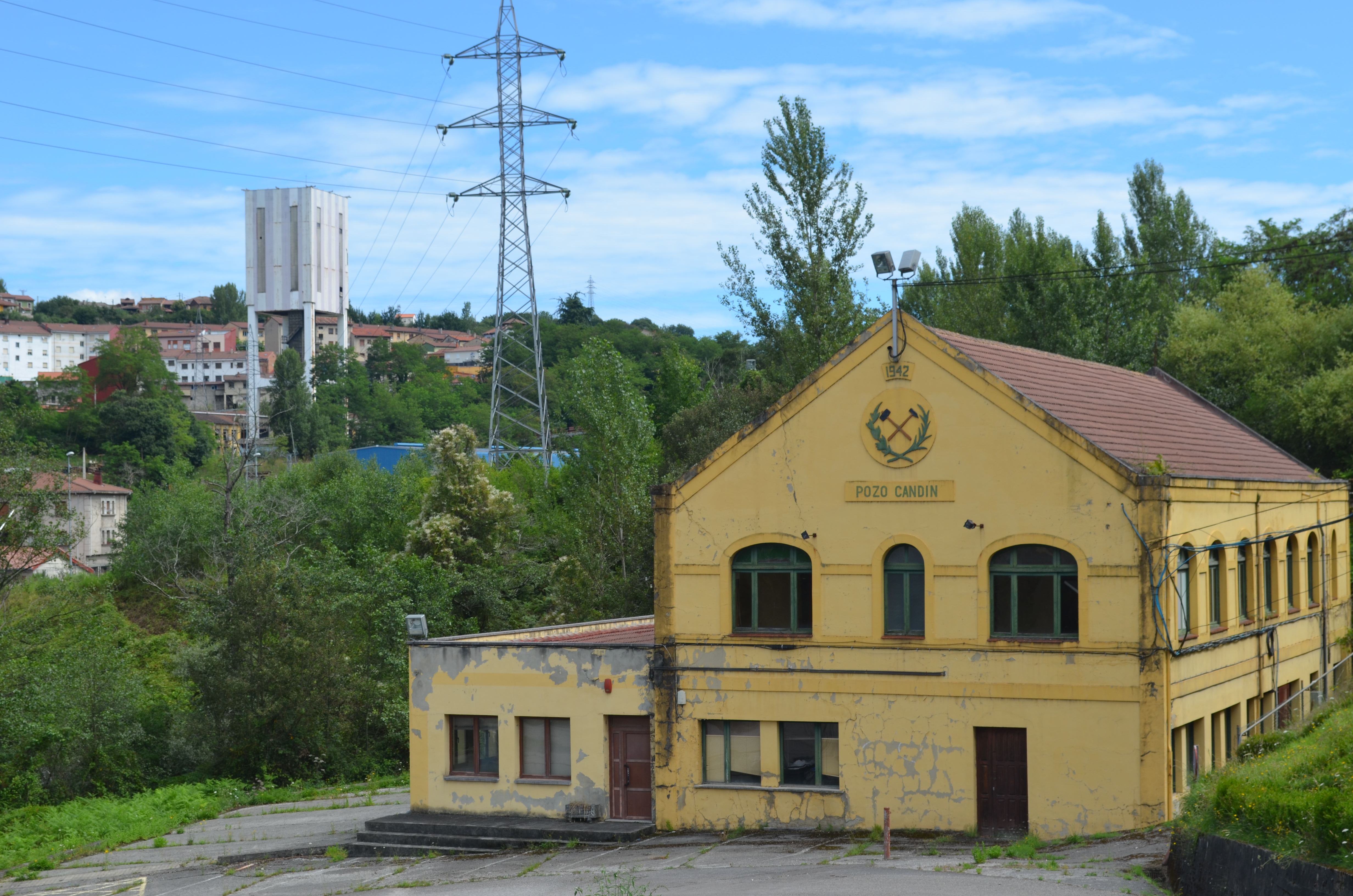
Oficinas y Candín I al fondo
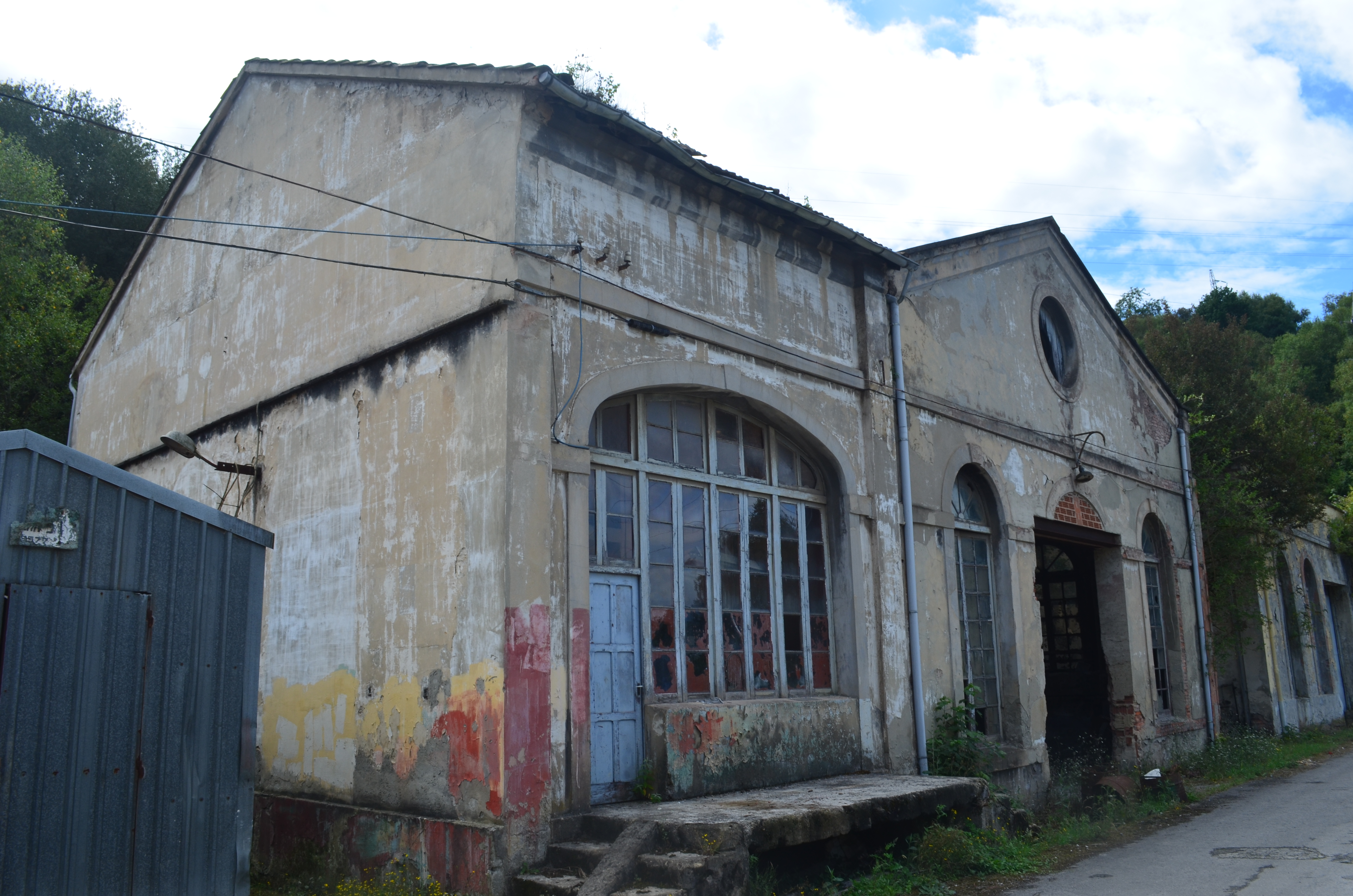
Compresores y oficina de cobro
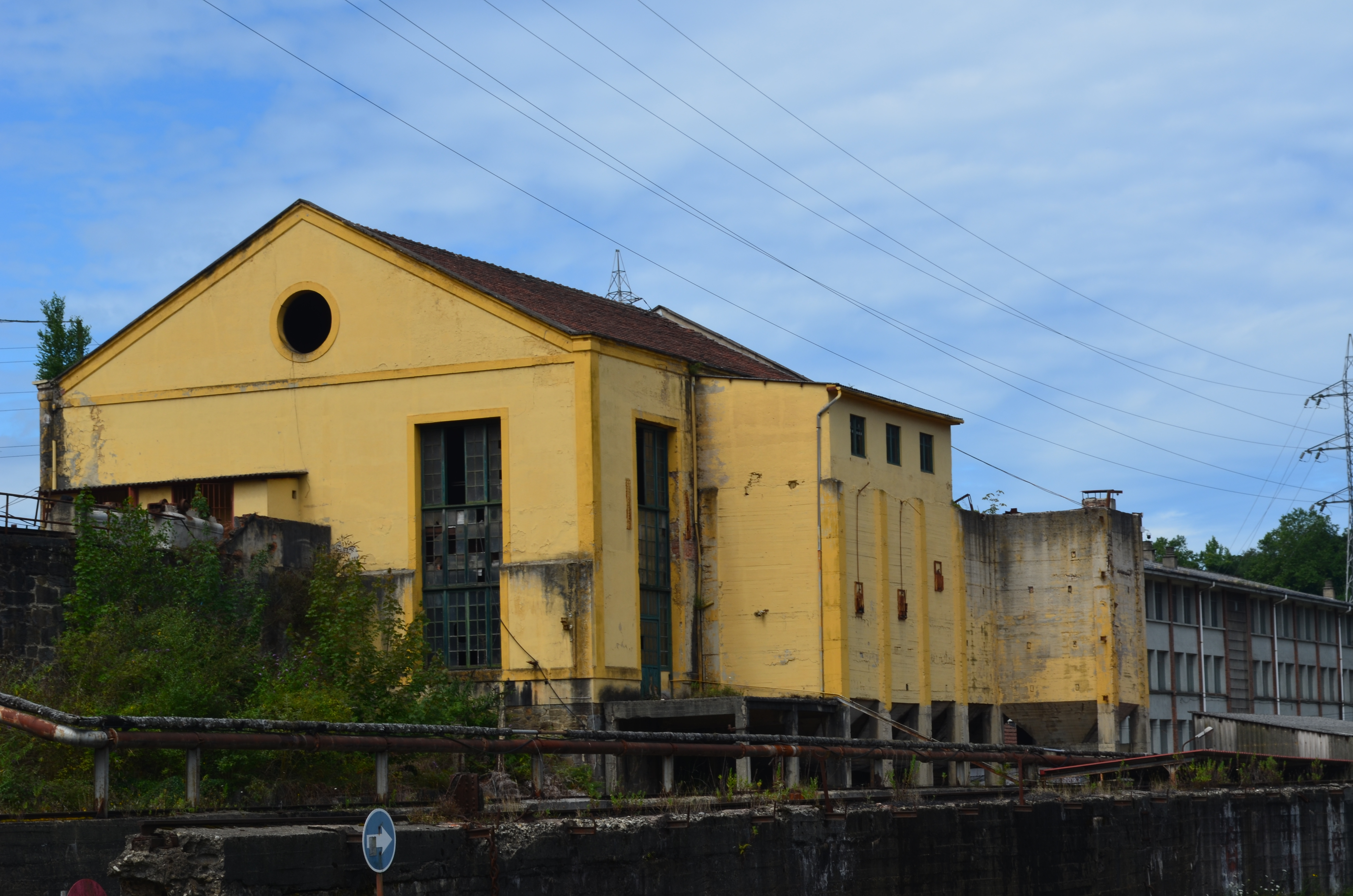
Antiguo lavadero